# Ansonia siamensis
Espèce
Statut de conservation UICN

 VU D2 : Vulnérable
Ansonia siamensis est une espèce d'amphibiens de la famille des Bufonidae.

## Répartition
Cette espèce est endémique de la province de Trang en Thaïlande. Elle n'est connue que dans sa localité type située dans les monts Khao Chong à environ 300 m d'altitude.

## Étymologie
Son nom d'espèce, composé de siam et du suffixe latin -ensis, « qui vit dans, qui habite », lui a été donné en référence au lieu de sa découverte, le Siam, l'ancien nom de la Thaïlande.

## Publication originale
- Kiew, 1985 "1984" : A new species of toad, Ansonia siamensis (Bufonidae), from the Isthmus of Kra, Thailand. Natural History Bulletin of the Siam Society, vol. 32, p. 111-115.